# Abílio Vieira
Abílio Vieira (nascido em 1999) é um futebolista timorense que atua como avançado. Atualmente joga pelo U.S. Alas, equipe local.

## Carreira internacional
Abílio jogou sua primeira partida pela seleção timorense contra os Emirados Árabes pelas eliminatórias para a Copa do Mundo de 2018, em que perderam por 8 golos a zero.